# Casbas (Argentine)
Pour les articles homonymes, voir Casbas.
Casbas est une localité argentine située dans le partido de Guaminí, dans la province de Buenos Aires.

## Démographie
La localité compte 4 450 habitants (Indec, 2010), ce qui représente un déclin de 8,7 % par rapport au recensement précédent de 2001 qui comptait 4 108 habitants.

## Histoire
Cette localité est la plus peuplée du district, devant Laguna Alsina. Elle a été fondée le 11 novembre 1911. À ses débuts, avant d'être fondée comme « ville », c'était la gare du même nom du groupe de chemin de fer Midland, qui s'étendait de Barracas del Sur (Puente Alsina) à Carhué.
Peu après, il a commencé à accueillir des créoles et des immigrants italiens, espagnols, portugais et autochtones. C'est ainsi que Domingo B. Arini et Alejandro Caride se sont adressés au ministère des travaux publics de la province de Buenos Aires le 25 octobre 1910 avec un projet de fondation d'une ville sur leur propriété. Domingo Arini et Alejandro Caride étaient les gendres de Mario Casbas, propriétaire du terrain.

## Géographie
La localité est située sur la route nationale 33, qui relie Rosario à Bahía Blanca. Elle est située à 40 km de Guaminí, chef-lieu du partido, et à 21 km de la Laguna Alsina. Elle se trouve à 100 km au sud du rond-point de la route nationale 5 et à 232 ou 233 km au nord de Bahía Blanca.

## Personnalités
- Carlos Garaycochea (1928—2018), humoriste, écrivain, scénariste, enseignant et artiste plastique ;
- Belén Blanco (1977), actrice, réalisatrice, productrice de films.